# Мајкл Чимино
Мајкл Антонио Чимино (енгл. Michael Antonio Cimino; Њујорк, Њујорк, 3. фебруар 1939 — Лос Анђелес, Калифорнија, 2. јул 2016) био је амерички филмски редитељ, познат по филму Ловац на јелене, добитнику пет Оскара, између осталих Оскара за најбољи филм и Оскара за најбољег режисера.